# Riddelliina
Riddelliina es un compuesto químico clasificado como un alcaloide pirrolizidina. Fue aislado por primera vez de Senecio riddellii y también se encuentra en una variedad de plantas, incluyendo Jacobaea vulgaris, Senecio vulgaris, y otras plantas del género Senecio.
Riddelliina se puede encontrar como contaminante en alimentos como la carne, granos, semillas, leche, té de hierbas y miel.
Riddelliina  se sospecha que es un agente cancerígeno. Está listado como un carcinógeno IARC Grupo 2B y catalogada por el Programa Nacional de Toxicología, en su informe sobre carcinógenos que enumera los productos químicos "conocidos o probables por causar cáncer en los seres humanos".